# Karl Gottfried Ferdinand von Busch
Karl Gottfried Ferdinand von Busch (* Juli 1733 in Sulau, Standesherrschaft Militsch; † 29. April 1803 in Insterburg) war ein preußischer Generalleutnant und Chef des Dragonerregiments Nr. 8.

## Leben

### Militärlaufbahn
Busch besuchte ab 1. Juli 1748 das Kadettenhaus in Berlin. Am 20. Juni 1753 wurde er als Gefreitenkorporal im Dragonerregiment „von Langermann“ der Preußischen Armee angestellt und dort am 3. Mai 1755 Fähnrich. Im Siebenjährigen Krieg nahm er an den Schlachten von Groß-Jägersdorf, Zorndorf, Kunersdorf, Landeshut, Reichenbach sowie den Gefechten bei Anklam und Demmin teil. In der Zeit wurde er am 15. Februar 1757 Sekondeleutnant und am 1. Juli 1760 Premierleutnant.
Als Kapitän erhielt Busch im September 1777 eine Kompanie und stieg ein knappes Jahr später zum Major auf. Kurz danach nahm er am Bayerischen Erbfolgekrieg teil. Am 12. Juni 1787 wurde er zum Oberstleutnant befördert und ab dem 24. September 1788 war er Kommandeur des Dragonerregiments „von Brause“. Am 7. Juni 1789 erhielt er den Orden Pour le Mérite und am 10. Juni 1789 die Beförderung zum Oberst. Am 11. Januar 1794 bekam er die Ernennung zum Generalmajor. Danach wurde er am 31. Januar 1795 Chef des Dragonerregiments „von Frankenberg“. Am 20. Mai 1800 wurde er mit Patent vom 25. Mai 1800 zum Generalleutnant befördert. Am 26. April 1801 erhielt Busch die Stelle als Chef seines alten Regiments, des Dragonerregiments „von Bardeleben“. Er starb am 29. April 1803 in Insterburg und wurde am 4. Mai 1803 auf dem dortigen Garnisonsfriedhof beigesetzt.

### Familie
Er scheint nicht verheiratet gewesen zu sein. Dennoch hatte er mehrere Kinder mit verschiedenen Frauen. Aus der Beziehung mit Anna Katharina Wenckerin ging der Sohn Johann Gottlieb (* 17. Juli 1768 in Insterburg; † 4. November 1830) hervor, der zuletzt als Major im Husaren-Regiment Nr. 5 stand. Er war am 26. November 1784 legitimiert worden.
Mit Anna Regina Schönfeld hatte Busch den Sohn Johann Karl (* 14. Januar 1770 in Insterburg) und die Tochter Maria Magdalena (* 9. September 1782 in Insterburg; † 21. Februar 1799), die sich 1798 mit Charles Louis von Froideville, Leutnant im Dragoner-Regiment Nr. 10, verheiratete. Er war der Sohn von Franz Isaak von Froideville.